# Tess Daly
Helen Elizabeth "Tess" Daly (Stockport, Cheshire, 29 de marzo de 1969) es una modelo, presentadora de televisión y novelista británica, más conocida por copresentar el programa de baile de celebridades de BBC One Strictly Come Dancing desde 2004.
Está casada con el presentador de televisión y radio Vernon Kay.

## Primeros años
Daly nació el 27 de abril de 1969 en Stockport, Cheshire de Vivian (1932–2003), quien murió de enfisema, y Sylvia Daly. Creció en Birch Vale cerca de New Mills, Derbyshire. Asistió a la Escuela Primaria Hayfield ya la Escuela Secundaria New Mills, donde ganó 9 O-levels. Ella tiene una hermana menor, Karen.

## Carrera

### Modelaje
Estudió fuera de un restaurante de McDonald's mientras esperaba a su hermana en Mánchester, seis semanas después de cumplir los 18 años, emprendió su primer trabajo de modelaje profesional en Tokio. Después de una serie de trabajos en Asia y Europa, mientras estaba en Londres, estuvo en París durante cinco años. Luego volvió a Londres durante seis meses, antes de trasladarse a Nueva York para trabajar durante cinco años.
En 1990, Daly apareció en dos videos de Duran Duran para las canciones «Serious» y «Violence of Summer (Love's Taking Over)», ambos del álbum Liberty. También apareció desnuda en el video de la canción 1993 de The Beloved, «Sweet Harmony».
Ella fue más tarde el rostro de la compañía de lencería La Senza en el Reino Unido y apareció en su campaña de Steal the Show Christmas 2009.

### Televisión
Mientras vivía en el Lower East Side de la ciudad de Nueva York, un amigo que organizó eventos de alfombra roja sugirió que entrevistara a los asistentes a las celebridades. Después de comprar una cámara de vídeo, la primera entrevista de Daly fue con Quentin Crisp con sede en Nueva York, autor de The Naked Civil Servant, quien se convirtió en un amigo de por vida hasta su muerte. Después de unas pocas entrevistas con alfombras rojas, en el 2000, envió un showreel a los productores de The Big Breakfast de Channel 4, que inmediatamente la contrató para presentar el concurso Find Me a Model.Desde entonces, ha presentado programas como Get Your Kit Off, Singled Out, Smash Hits TV, SMTV Live, Back To Reality y la primera serie de Make Me a Supermodel con Dave Berry.
Daly ha copresentado Strictly Come Dancing de BBC One desde 2004. Inicialmente fue copresentadora del programa con Bruce Forsyth; desde 2014 copresenta con Claudia Winkleman. Daly se perdió un par de episodios en la segunda serie porque estaba embarazada de su primera hija. Natasha Kaplinsky tomó su lugar para estos episodios..
En enero de 2007, Kay y Daly copresentaron la segunda serie de Just the Two of Us en BBC One.
Daly también ha presentado This Time Tomorrow y el programa National Lottery transmitido en BBC One. Desde 2008, Daly ha presentado el teletón de la BBC, Children in Need, con Terry Wogan y Fearne Cotton. También ganó la versión especial de Children in Need de Strictly Come Dancing contra Terry Wogan, donde ella fue emparejada con Anton du Beke. El 17 de diciembre de 2008, Daly copresentó el Royal Variety Performance.
En noviembre de 2013, Daly fue una invitada y presentadora un episodio de The One Show junto a Matt Baker. A principios de 2015, ella copresentó el spin-off de caridad de Strictly Come Dancing, The People's Strictly for Comic Relief para BBC One. En 2015, Daly copresentó Being Mum, un nuevo programa para AOL, junto a Rochelle Humes.

### Escritura
En 2011, la primera novela de Daly, The Camera Never Lies, una historia de amor detrás de las escenas, fue publicada por Coronet, una marca de Hodder & Stoughton. It's Up to You New York, el segundo libro de Daly, fue publicado en 2013.

### Otros trabajos
En 2013, se convirtió en la nueva cara de L'Oréal.

## Vida personal
Daly se casó con el presentador de televisión Vernon Kay el 12 de septiembre de 2003, en la Iglesia Católica de St Mary en Horwich, cerca de Bolton. La pareja tiene dos hijas, la primera nacida en Westminster, Londres, el 17 de octubre de 2004, la segunda nacida el 30 de mayo de 2009, también en Londres. Daly y Kay viven en Fulmer, Buckinghamshire.

## Filmografía

### Televisión
| Año       | Título                                     | Canal     | Papel          | Notas                                                       |
| --------- | ------------------------------------------ | --------- | -------------- | ----------------------------------------------------------- |
| 2001      | L.A. Pool Party                            |           | Presentadora   |                                                             |
| 2002–2003 | SMTV Live                                  | ITV/CITV  | Copresentadora |                                                             |
| 2004      | Back to Reality                            | Channel 5 | Copresentadora | Con Richard Bacon                                           |
| 2004      | Sport Relief                               | BBC One   | Copresentadora | Con Jamie Theakston                                         |
| 2004—     | Strictly Come Dancing                      | BBC One   | Copresentadora | Con Bruce Forsyth o Claudia Winkleman                       |
| 2006–2007 | Just the Two of Us                         | BBC One   | Copresentadora | Con Vernon Kay                                              |
| 2008      | A Night of Hereos: The Sun Military Awards | ITV       | Presentadora   | Sustituido por Amanda Holden y Phillip Schofield desde 2009 |
| 2008      | Royal Variety Performance                  | BBC One   | Copresentadora |                                                             |
| 2008      | This Time Tomorrow                         | BBC One   | Presentadora   |                                                             |
| 2008      | Happy Birthday Brucie!                     | BBC One   | Presentadora   | Especial de televisión especial                             |
| 2008—2016 | Children in Need                           | BBC One   | Copresentadora | Con Terry Wogan o Dermot O'Leary                            |
| 2013      | The One Show                               | BBC One   | Copresentadora | 1 episodio                                                  |
| 2015      | The People's Strictly for Comic Relief     | BBC One   | Copresentadora | Con Claudia Winkleman                                       |
| 2015      | Being Mum                                  | AOL       | Copresentadora | Con Rochelle Humes                                          |
| 2018      | Sir Bruce: A Celebration                   | BBC One   | Presentadora   |                                                             |

Apariciones especiales
- Shooting Stars (2002, 2011)
- Davina (2006)
- The Paul O'Grady Show (2007)
- Celebrity Juice (2012, 2014)
- Would I Lie to You? (2012)
- 8 Out of 10 Cats (2012, 2013)
- That Puppet Game Show (2013)
- Alan Carr: Chatty Man (2013)
- The Guess List (2014)[14]
- Celebrity Squares (2015)
- Through the Keyhole (2015)